# Lluís Permanyer
Lluís Permanyer i Lladós (Barcelona, 5 de septiembre de 1939) es un periodista y ensayista español, con obra en catalán y en castellano.

## Biografía
Aunque licenciado en Derecho por la Universidad de Barcelona, se dedicó desde bien joven al periodismo: colaboró con la revista Destino, donde dio a conocer el Qüestionari Proust, y desde 1966 escribió habitualmente en La Vanguardia. Periodista reconocido por sus compañeros de profesión, ha sido galardonado con el Luca de Tena (1969), el Ciudad de Barcelona de periodismo (1987) y el Premio Nacional de Periodismo de Cataluña (2008), entre otros. Atraído por su ciudad natal y buen conocedor de su historia, fue cronista oficial de Barcelona. Es miembro, como patrón, de la Fundación Joan Brossa por expresa designación del fundador.

## Obras
- Permanyer i Lladós, Lluís (1982). Sagarra vist pels seus íntims (en catalán). Barcelona. (ensayo en el que evoca a Josep Maria de Sagarra, a quien conoció y admira)
- — (1984). Miró, noranta anys (en catalán).
- — (1986). Tàpies i la nova cultura (en catalán).
- — (1989). Clavé escultor (en catalán).
- — (1991). Barcelona, un museo de esculturas al aire libre.
- — (1996). No la saps aquesta? (en catalán). (Premio Pere Quart de humor y sátira)
- — (1999). Brossa per Brossa. Records (en catalán).
- — (2000). Amor a l'ombra de pedra blava (en catalán).
- — (2008). L'Eixample. 150 anys d'història (en catalán). Viena Edicions y Ayuntamiento de Barcelona.
- — (2016). Barcelona Nocturna (en catalán). Efados.

## Premios y reconocimientos
- 1969 - Premio Luca de Tena
- 1987 - Premio Ciudad de Barcelona de periodismo
- 1996 - Premio Pere Quart de humor y sátira
- 2008 - Premio Nacional de Periodismo de Cataluña
- 2012 - Premio Trayectoria